# 怒江枇杷
怒江枇杷（学名：Eriobotrya salwinensis）是蔷薇科枇杷属的植物。分布于印度、缅甸以及中国大陆的云南等地，生长于海拔1,600米至2,400米的地区，常生长在亚热带季雨阔叶林中，目前尚未由人工引种栽培。